# Sandegård
In Sandegård im Kirchspiel Åker, etwa einen Kilometer von der Südküste der dänischen Ostseeinsel Bornholm entfernt, wurden im Jahre 1869 die Reste einer Großsiedlung aus der Eisenzeit und ein Goldschatz gefunden. Sandegård gehört wie Dalshøj bei Ibsker und Sorte Muld zu den für Bornholm typischen Schwarzerdefundplätzen.
Bei der Ausgrabung traf Emil Vedel (1824–1909) auf eine 50 cm hohe Kulturschicht. Sie enthielt einen Bodenbelag aus Sandsteinplatten, Holzkohle, verbranntem Lehm, Steinsetzungen und Tierknochen, aber nur wenige Eisenfragmente oder zerscherbte Keramik. Bei Nachgrabungen wurde die zerpflügten Reste eines abgebrannten Hauses gefunden. Seit 1986 haben Sondengänger eine Anzahl von Fibeln und andere Objekte von teils hoher Qualität gefunden. Darunter waren Denare, Dirhems und Solidi sowie mittelalterliche oder jüngere Münzen. Das Spektrum beinhaltet Funde von der älteren Eisenzeit bis zur Wikingerzeit mit einem Schwerpunkt in der Vendelzeit (ab 550 n. Chr.).
Wegen der Funde von Bruchgold und -silber, Gewichtsstücken, Halbfabrikaten, Schmelztropfen und Schlacken sowie Spuren von Eisenverarbeitung kann Sandegård als küstennahes Handwerkszentrum bezeichnet werden. Phosphatuntersuchungen, kleine Probegrabungen und die Fundverteilung deuten darauf hin, dass die Siedlung aus zwei von Werkstattbereichen umgebenen Höfen bestand. 

## Der Goldschatz
Der Goldschatz von 1869 besteht aus vier Solidi (eine Imitation Theodosius II. 401–450 n. Chr. und drei Stck. Leo I. 440–461 n. Chr.), einem Barren, einem runden Goldstück, zwei Stück Hackgold, einem kegelförmigen Knopf (Schwertperle), einem Spiralring und dem Viertel eines großen C-Brakteaten. Ein weiteres Viertel vom selben Brakteaten wurde im Jahre 1829 nahe Rønne beim Pflügen gefunden. Der Brakteat zeichnet sich durch eine breite punzverzierte Randzone aus, die durch ihre im Profil dargestellten Menschenköpfe bemerkenswert ist. Mit einem Durchmesser von 10,7 cm ist er der zweitgrößte bisher bekannte Goldbrakreat, der stilistisch in die Frühphase der Brakteatentradition gehört.